# 間野健介
間野 健介（まの けんすけ）は劇団InnocentSphere所属。俳優及びダンヂカイム主宰（作・演出）及びマネージメント。

## 出演作

### 舞台
- InnocentSphere『リュケイオン』青山円形劇場
- 黒色綺譚カナリヤ派『繭文〜放蕩ノ吊ラレ作家〜』ザムザ阿佐ヶ谷(2007)
- InnocentSphere『ミライキ』（出演）シアタートラム(2006)
- InnocentSphere『HELL FIGHTER』（出演）青山円形劇場(2005)
- KAKUTA『南国プールの熱い砂』（演出助手）青山円形劇場(2005)
- InnocentSphere『ZION 〜目覚めよと呼ぶ声が聞こえ』（出演&演出助手）シアターVアカサカ(2005)
- NONAME Produce with ダンヂカイム『CANAAN』（作・演出）早稲田大学学生会館(2004)
- ダンヂカイム『銀沙』（作・演出・出演）早稲田大学学生会館(2004)
- ダンヂカイム旗揚げ公演『空中分解』（作・演出）早稲田大学学生会館(2003)

### 映画
- コンクリート(2004)